# Viktor (Pjankov)
Viktor (světským jménem: Viktor Vladimirovič Pjankov; * 19. října 1944, Pervouralsk – 17. ledna 2025, Gelendžik) byl ruský duchovní Ruské pravoslavné církve, biskup podolský a vikář moskevské eparchie.

## Život
Narodil se 19. října 1944 v Pervouralsku.
Studoval dálkově na průmyslové škole a současně pracoval.
Roku 1971 byl arcibiskupem rižským a lotyšským Leonidem (Poljakovem)postřižen na monacha se jménem Viktor. Stejného roku byl rukopoložen na hierodiakona a jeromonacha. Po vysvěcení sloužil v rižské eparchii.
Roku 1977 dokončil dálkové studium na Moskevské duchovní akademii.
Roku 1980 byl povýšen na igumena.
V letech 1980–1983 byl blagočinným Madonského okruhu rižské eparchie. Působil také jako sekretář rižské eparchiální správy.
Roku 1983 byl přijat do monastýru Danilov. Zde se stal ekonomem monastýru.
Roku 1986 byl povýšen na archimandritu.
Roku 1987 byl převeden do kléru petrohradské eparchie. Zde byl zodpovědný za restaurátorství a stavby v eparchii. Následují rok byl převeden do Tallinu, kde byl jmenován představeným katedrálního chrámu svatého Alexandra Něvského.
Dne 6. října 1989 byl ustanoven představeným Valaamského monastýru, který byl teprve obnovován.
Dne 20. února 1990 jej Svatý synod zvolil biskupem tapským a vikářem tallinské eparchie. Dne 25. března proběhla v chrámu Svaté Trojice Alexandro-Něvské lávry jeho biskupská chirotonie.
Dne 20. července 1990 byl ustanoven biskupem podolským a vikářem moskevské eparchie. Současně vedl Hospodářskou správu Moskevského patriarchátu.
Dne 21. dubna 1994 byl ze zdravotních důvodů osvobozen od vedení hospodářské správy.
Dne 19. července 1999 byl na vlastní žádost penzionován. Následně se přestěhoval do USA na Floridu.
Od roku 2011 slouží v chrámu svatého Ondřeje Stratelata v St. Petersburgu.
Zemřel 17. ledna 2025 v Gelendžiku.